# Léopold Ier (F930)
Pour les articles homonymes, voir Léopold Ier.
Pour les autres navires du même nom, voir HNLMS Karel Doorman.
Le Léopold Ier est une frégate de classe Karel Doorman de la marine belge. Son numéro de coque est le F930.
Construit initialement pour la marine néerlandaise en 1988 sous le nom de HNLMS Karel Doorman (F827), il est vendu en décembre 2005, avec son navire jumeau, le HNLMS Willem Van Der Zaan, à la Belgique. Ils sont respectivement rebaptisés Léopold Ier et Louise-Marie.
Son port d'attache est Zeebruges et sa ville marraine est Nivelles.

## Construction et propriété des Pays-Bas
Dans les années 1980, la marine néerlandaise décide de concevoir et construire une nouvelle classe de frégates. Celle-ci viendra remplacer la classe Roofdier (en), composée de six navires construits aux États-Unis de 1951 à 1954 et loués aux Pays-Bas dans le cadre du Mutual Defense Assistance Act,.
Contrairement à la génération précédente, les nouvelles frégates, multi-usages, doivent être construites aux Pays-Bas. Ainsi, de 1985 à 1995, huit navires sont construits au chantier naval Schelde. Les navires-jumeaux sont baptisés Karel Doorman (F827), Willem van der Zaan (F829), Tjerk Hiddes (F830), Vam Amstrl (F831), Abraham van der Hulst (F832), Van Nes (F833), Van Galen (F834) et Van Spejik (F828). Ils sont ensuite commissionnés de 1991 à 1995. Sur ces huit navires, seulement deux sont encore en activité dans la marine royale néerlandaise (le F828 et F831). Les six autres ont été vendus à des nations étrangères, à savoir la Belgique (F827 et 829), le Portugal (F833 et F834) et le Chili (F830 et 832).
Le Karel Doorman est la première des huit frégates à sortir du chantier. Il est nommé en l'honneur de Karel Doorman, un contre-amiral néerlandais mort durant la première bataille de la mer de Java. Son lancement est effectué le 20 avril 1988 et il rentre en service 31 mai 1991,. Il est renommé Léopold Ier, du nom du premier roi des Belges, lors de son transfert à la marine belge.

### Caractéristiques
La classe Karel Doorman est une classe de frégates multi-missions, multi-usages. On la nomme souvent classe M,. Dans cette optique, les navires sont équipés de capacités sol-air, sol-sol et anti-sous-marines. Ils peuvent ainsi effectuer des missions de dissuasion, de sécurité, de soutien ou d'attaque.
Le Léopold Ier est long de 123,72 m, large de 14,37 m et possède un tirant d'eau de 6,05 m. Il a un déplacement de 2 800 tonnes et un port en lourd de 3 320 tonnes. L'équipage est d'environ 145 personnes (15 officiers, 70 sous-officiers et 60 matelots).

#### Propulsion
Il est équipé de deux moteurs diesel Stork-Werkspoor de 9 790 ch pour les allures économiques et deux turbines à gaz Rolls Royce Spey de 18 000 ch (13 600 kW) pour les allures opérationnelles. Ils alimentent deux hélices à pas variable LIPS. Quatre générateurs de 871 ch (650 kW) viennent terminer l'équipement propulsif. Sa vitesse maximale est de 30 nœuds avec les turbines et de 21 nœuds avec les moteurs diesel.

#### Armement

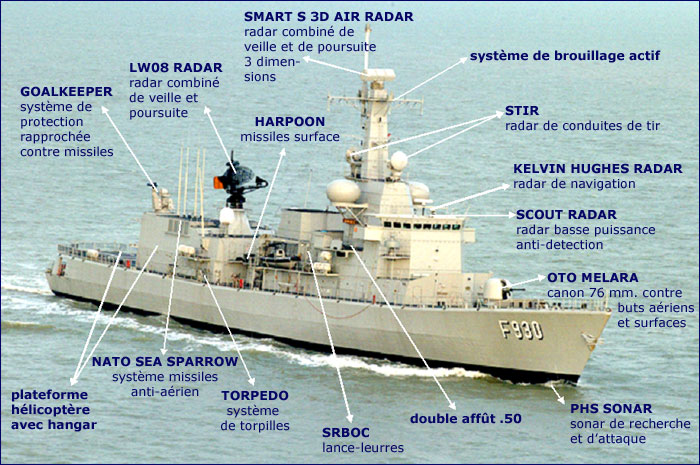
Armement principal du Léopold Ier.

La frégate est équipée de huit missiles Harpoon, d'un système Sea Sparrow à lancement vertical de 16 cellules VLS Mk 48, d'un canon antiaérien de calibre 76 mm AA OTO-Melara DP compact SR, d'un système de défense rapprochée contre missiles Goalkeeper CIWS, de deux mitrailleuses .50 Browning M2, de quatre tubes de lancement de calibre 324 mm ASM (II x 2) pour torpilles ECAN Honeywell Mk 46 modèle AS, de torpilles ECAN Honeywell Mk 46 modèle L5 et de deux lance-leurres SRBOC Mk 36,,.

#### Senseurs
Le navire est équipé de divers senseurs, à savoir un sonar de coque actif moyenne fréquence de recherche et d’attaque Signaal PHS-36 (HSA), d'un radar de veille combinée tridimensionnel, d'un SMART-S 3D (en bande F), d'un radar de veille combinée Signaal LW-08 (en bande D), d'un radar de navigation Kelvin Hughes (en bande I), d'un radar de veille SCOUT LPI (faible probabilité d’interception), de deux conduites de tir Signaal STIR 18 (bande I/J/K) avec conduite de missiles, d'un système SEWACO VII d’exploitation des informations tactiques, des armes et senseurs ESM/ECM.

#### Pont d'envol pour hélicoptère

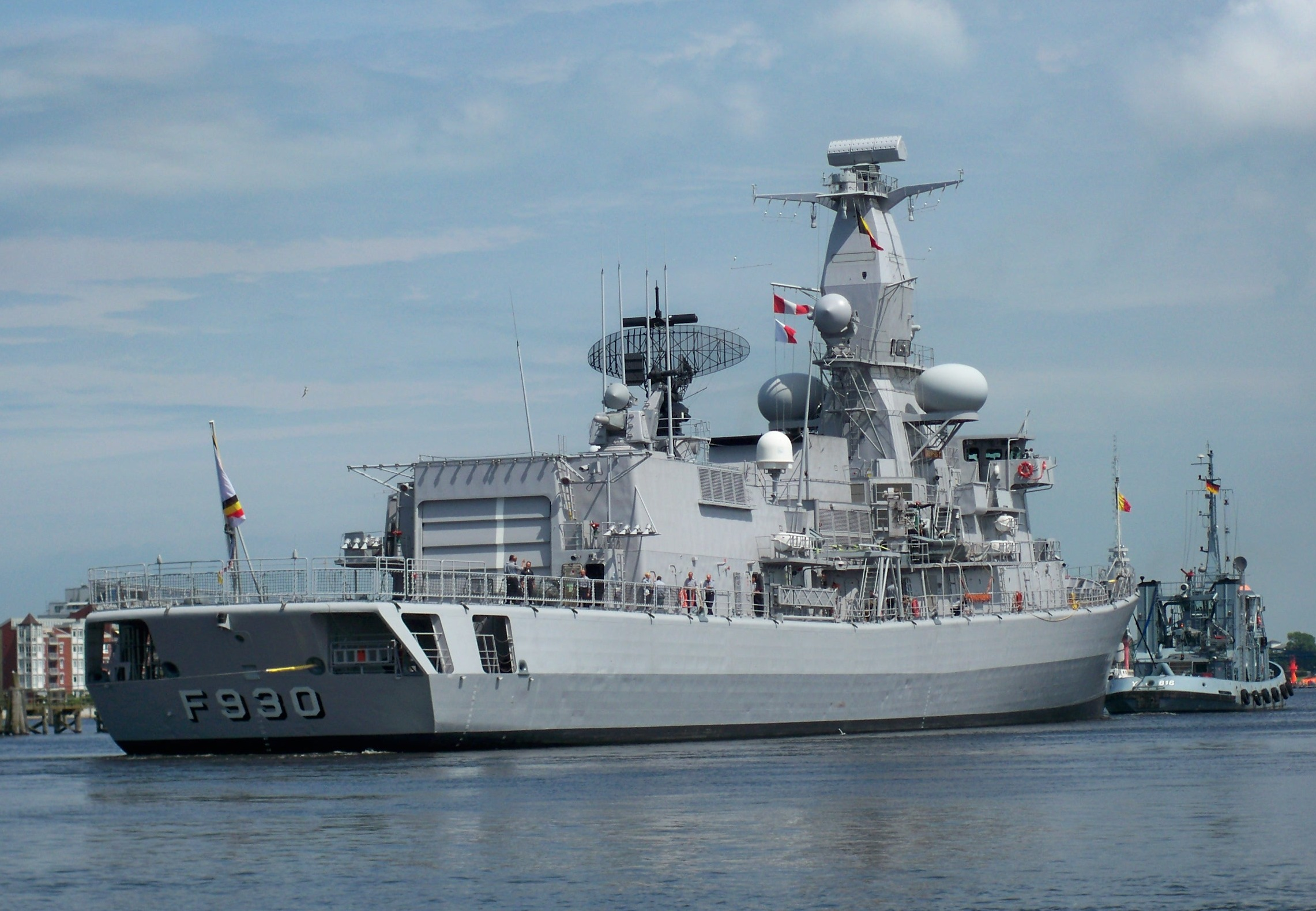
Arrière du Léopold Ier avec la plateforme pour hélicoptère.

Le navire possède une plateforme pour accueillir un hélicoptère et un hangar. Il transporte initialement des Alouette III. Le dernier vol de cet hélicoptère depuis le Léopold Ier est effectué en février 2021. Le pont, modifié après la construction, peut désormais accueillir des hélicoptères NH90, plus modernes.

## Vente à la Belgique et changement de nom
En décembre 2005, la composante marine belge rachète pour 230 millions d'euros deux des huit frégates aux Pays-Bas, le Karel Doorman et le Willem van der Zaan,.
Le Karel Doorman est rebaptisé le 29 mars 2007 à Zeebruges par la reine Fabiola selon le nom du premier Roi des Belges, Léopold Ier,. Son indicatif d'appel est désormais le ORJP et son numéro de coque devient F930. Sa devise est Audaces Fortuna Juvat, soit la chance sourit aux audacieux. Sa ville marraine est Nivelles, dans la province du Brabant wallon.
Le Willem van der Zaan est rebaptisé en 2008 Louise-Marie, du nom de la seconde épouse de Léopold Ier et reine des Belges.

### Blason

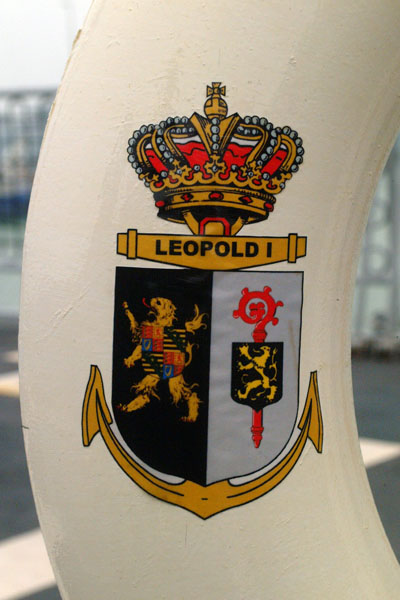
Les armes du Léopold Ier.

Les armes du Léopold Ier sont une partition des armes du roi Léopold Ier et des armes de sa ville marraine, Nivelles :
Parti, au premier, de sable au lion d'or armé et lampassé de gueules, sur-le-tout écartelé : 1 et 4, contre-écartelé, 1 et 4 de gueules à trois léopards d'or armés et lampassés d'azur ; 2 d'or, au lion de gueules, au double trescheur fleuronné et contre-fleuronné du même ; 3 d'azur, à la harpe d'or, cordée d'argent ; 2 et 3, burelé de dix pièces de sable et d'or au crancelin de sinople brochant en bande sur le tout ; au second, d'argent à la crosse de gueules, sur-le-tout de sable au lion d'or armé et lampassé de gueules.

## Déploiements opérationnels

### Sous pavillon néerlandais
Le navire prend part à des exercices de l'OTAN dans les eaux européennes pour former l'équipage. Après cela, il sert conjointement avec les forces américaines lors de lutte anti-drogue dans les Caraïbes.
Lors de l'opération Tempête du désert, le HNLMS Karel Doorman intervient sur le terrain des opérations.
Entre 1992 et 1994, la classe Karel Doorman est modernisé avec notamment des équipements liés à la guerre électronique.

### Sous pavillon belge
En septembre 2007, à la suite du rachat par la marine belge et pour former l'équipage, le Léopold Ier vogue vers l'Afrique australe. Cette mission, dénommée East African Venture, s'arrête au Kenya, à Madagascar, au Mozambique et en Tanzanie. Outre la volonté d'écolage, elle permet également d'améliorer les relations diplomatiques avec ces pays,. La mission se termine en novembre de la même année.
En 2008, le navire intègre la Force intérimaire des Nations unies au Liban et vient contrôler le trafic de drogue dans la région ainsi que le trafic d'armes, notamment en empêchant que des armes n'arrivent aux mains du Hezbollah,.
En 2010, les premiers essais avec le NH90, hélicoptère qui doit remplacer les Alouette III ont lieu.
En 2012, après un an de remise à niveau et de modernisation, le Léopold Ier reprend la mer. La frégate emporte désormais des petites embarcations rapides et de meilleurs capteurs de détections.
Le navire participe en octobre 2015 à la mission Sophia en mer Méditerranée afin de combattre le trafic organisé d'êtres humains. Dans le cadre de ce mandat elle peut arraisonner et saisir les embarcations utilisées pour faire traverser la Méditerranée aux candidats à l'asile. La frégate a d'ailleurs secouru début novembre 2015 258 migrants et permis l'arrestation de trois trafiquants.
Le 18 novembre 2015, le Charles de Gaulle appareille et rejoint son groupe aéronaval dont fait partie le Léopold Ier. Celui-ci est également constitué des frégates Chevalier Paul et La Motte-Picquet, du destroyer britannique HMS Defender, du navire ravitailleur Marne et d'un sous-marin nucléaire d'attaque,. La frégate quitte le groupe début janvier 2016.
En mars 2020, la crise du coronavirus touche directement le Léopold Ier et entraîne son retour au port alors qu'il escorte le Charles de Gaulle. Il reprend finalement la mer au mois de mai.
En septembre 2021, la frégate est privée d'un exercice avec l'OTAN. L'âge de l'équipage et son inexpérience en sont la cause. Pas loin des deux tiers des membres d'équipage ont moins de 35 ans et un grand recrutement a eu lieu dans la marine belge, ce qui empêche un écolage rapide.

## Remplacement
Construites dans les années 1990, les frégates de classe Karel Doorman sont vieillissantes. Dans le cadre d'un accord inter-gouvernemental avec les Pays-Bas, il est prévu de remplacer le Léopold Ier et le Louise-Marie par deux frégates de guerre anti-sous-marine. Les Pays-Bas sont chargés du projet et la mise en service est prévue pour 2027. La Belgique, à travers l'accord, investit 1 milliard d'euros.
Le projet porte le nom d'Anti-Submarine Warfare Frigate (en). Le premier bateau devrait être livré en 2029 pour les Pays-Bas et 2030 pour la Belgique.

## Galerie

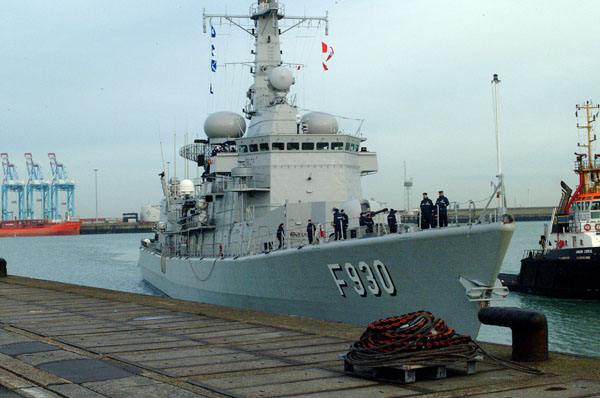
Le Léopold Ier à quai à Zeebruges.
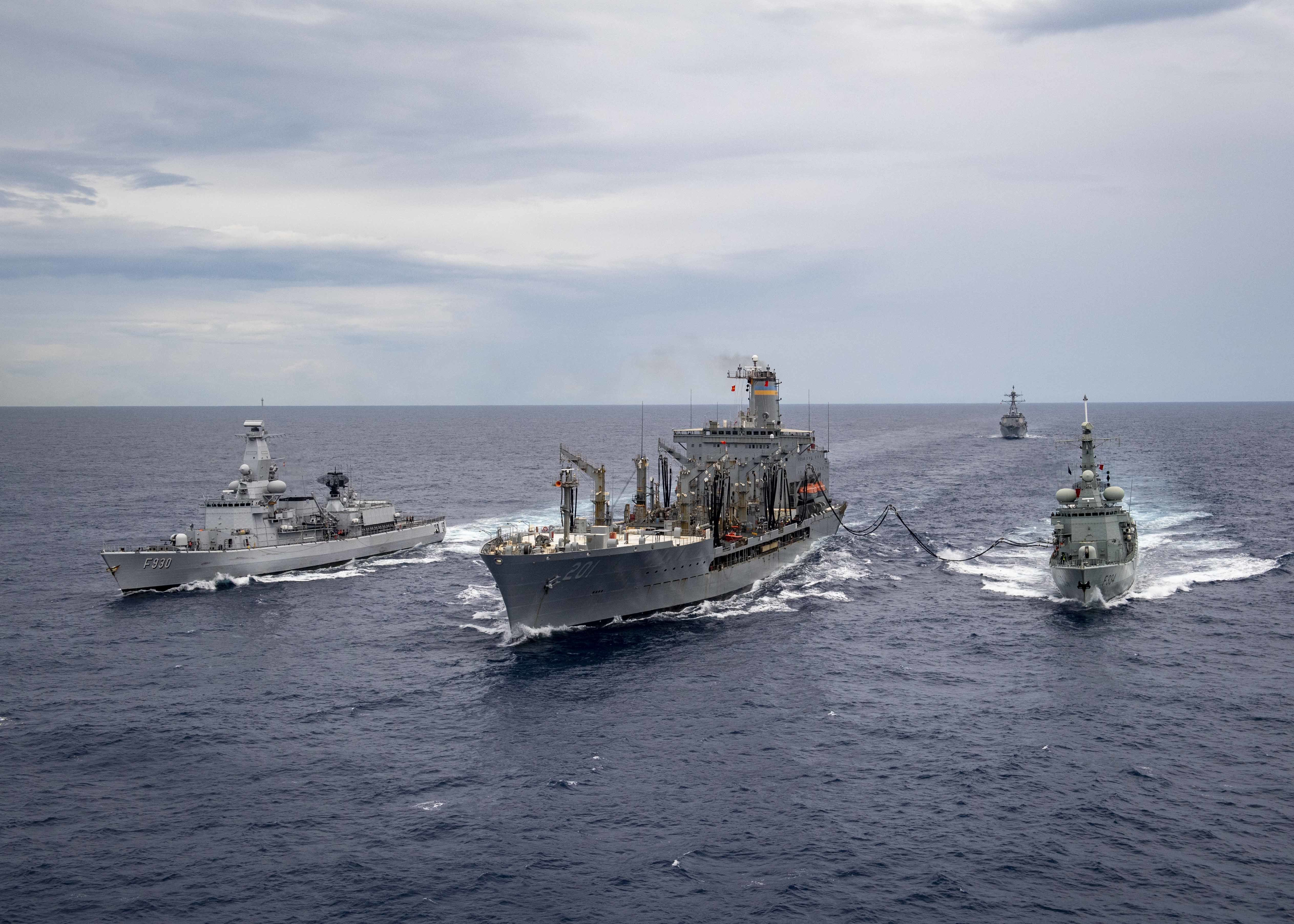
Le Léopold Ier (à gauche) avec le NRP Francisco de Almeida (à droite) qui effectuent un ravitaillement en mer avec le pétrolier Henry J. Kaiser USNS Patuxent (T-AO 201). À l'arrière, au centre, l'USS Gridley (DDG 101).

## Dans la culture populaire
RTL-TVI y a consacré un documentaire en deux épisodes « À bord du Léopold Ier » en février 2022.